# Villadia thiedei
Villadia thiedei är en fetbladsväxtart som beskrevs av Pino och Cieza. Villadia thiedei ingår i släktet Villadia och familjen fetbladsväxter. Inga underarter finns listade i Catalogue of Life.